# Gran Premio de la UCI
Lo Gran Premio de la UCI era una carrera ciclista de la modalidad de velocidad que se disputaba anualmente en Francia. Era organizada por la Unión Ciclista Internacional. Se disputó anualmente de 1926 a 1934. Ya el 1907 se había disputado una carrera con el mismo nombre, y posteriormente, el 1958 se quiso recuperar pero sin continuidad.

## Palmarés
| Año  | Vencedor          | Segundo         | Tercero            |
| 1907 | Walter Rütt       | —               | —                  |
| 1926 | Lucien Faucheux   | Lucien Michard  | Jean Cugnot        |
| 1927 | Peter Moeskops    | Lucien Faucheux | Lucien Michard     |
| 1928 | Avanti Martinetti | Lucien Michard  | Orlando Piani      |
| 1929 | Lucien Michard    | Lucien Faucheux | Marcel Jean        |
| 1930 | Lucien Michard    | Lucien Faucheux | Jacques Arlet      |
| 1931 | Lucien Faucheux   | Lucien Michard  | Jacques Arlet      |
| 1932 | Jef Scherens      | Louis Gérardin  | Lucien Faucheux    |
| 1933 | Lucien Michard    | Jef Scherens    | Willy Falck Hansen |
| 1934 | Albert Richter    | Jef Scherens    | Lucien Michard     |
| 1958 | Roger Gaignard    | Jan Derksen     | Celestino Oriani   |